# Grande Prêmio da Itália de Motovelocidade de 2007
O Grande Prêmio da Itália de 2007 foi a sexta etapa do mundial de MotoGP de 2007. Aconteceu no final de semana de 1 a 3 de Junho nos 5.245 km do Circuito de Mugello.

## MotoGP
| Pos | #  | Piloto           | Equipe   | Voltas | Tempo/Diferença | Grid | Pontos |
| --- | -- | ---------------- | -------- | ------ | --------------- | ---- | ------ |
| 1   | 46 | Valentino Rossi  | Yamaha   | 23     | 42:42.385       | 3    | 25     |
| 2   | 26 | Dani Pedrosa     | Honda    | 23     | +3.074          | 8    | 20     |
| 3   | 4  | Alex Barros      | Ducati   | 23     | +5.956          | 10   | 16     |
| 4   | 27 | Casey Stoner     | Ducati   | 23     | +6.012          | 1    | 13     |
| 5   | 21 | John Hopkins     | Suzuki   | 23     | +13.244         | 9    | 11     |
| 6   | 46 | Toni Elías       | Honda    | 23     | +19.255         | 15   | 10     |
| 7   | 65 | Loris Capirossi  | Ducati   | 23     | +19.646         | 5    | 9      |
| 8   | 71 | Chris Vermeulen  | Suzuki   | 23     | +22.810         | 2    | 8      |
| 9   | 33 | Marco Melandri   | Honda    | 23     | +22.834         | 6    | 7      |
| 10  | 1  | Nicky Hayden     | Honda    | 23     | +24.413         | 13   | 6      |
| 11  | 66 | Alex Hofmann     | Ducati   | 23     | +24.781         | 11   | 5      |
| 12  | 5  | Colin Edwards    | Yamaha   | 23     | +28.001         | 16   | 4      |
| 13  | 56 | Shinya Nakano    | Honda    | 23     | +36.733         | 12   | 3      |
| 14  | 50 | Sylvain Guintoli | Yamaha   | 23     | +45.098         | 17   | 2      |
| 15  | 6  | Makoto Tamada    | Yamaha   | 23     | +45.145         | 20   | 1      |
| 16  | 19 | Olivier Jacque   | Kawasaki | 23     | +45.217         | 4    |        |
| 17  | 10 | Kenny Roberts Jr | KR212V   | 23     | +1:27.222       | 18   |        |
| Ret | 7  | Carlos Checa     | Honda    | 9      | Acidente        | 14   |        |
| Ret | 80 | Kurtis Roberts   | KR212V   | 3      | Acidente        | 19   |        |
| Ret | 14 | Randy de Puniet  | Kawasaki | 1      | Acidente        | 7    |        |